# 韩平畴
韩平畴（1954年6月—），华裔加拿大人，中国教育部第五批“长江学者”特聘教授，研究领域为纳米力学、生物医学工程等，发表论文数百篇，担任多个国际杂志编委。

## 生平
1978至1986年，先后获得新加坡國立大學、亞洲理工學院、英屬哥倫比亞大學工学学士、硕士、博士学位；
1996年起，历任愛荷華大學、复旦大学、北京大学教授。